# インヴァネス
インヴァネス（英語: Inverness）は、イギリスのスコットランドの都市である。もう1つの公用語であるスコットランド・ゲール語ではイニリ・ニシ（Inbhir Nis [iɲɪɾʲˈniʃ]）。
ハイランズ（ハイランド地方）唯一のシティで、「ハイランズの首都」と呼ばれることがある。これに対し、ローランド地方の首都はエディンバラである。

## 概要

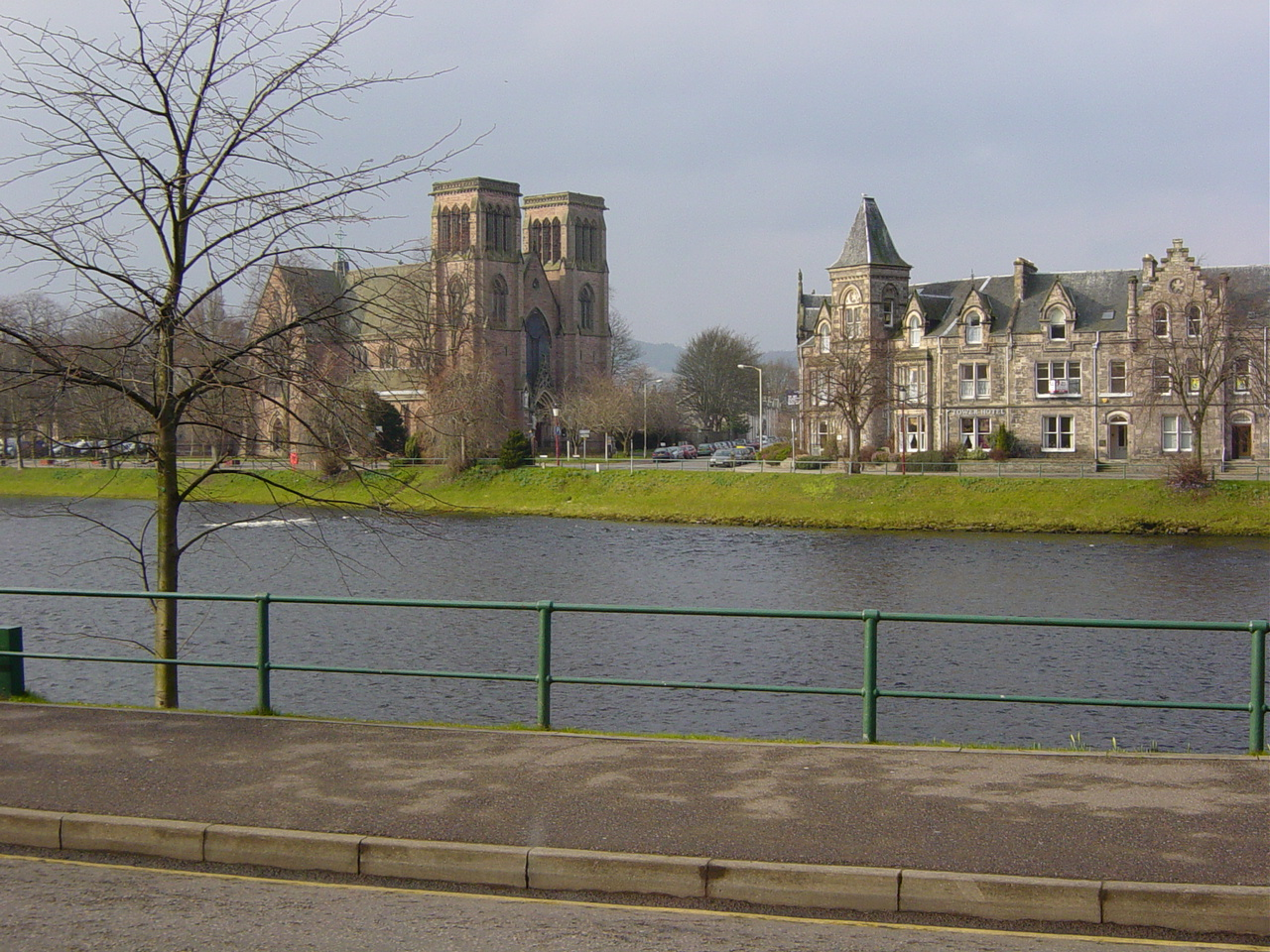
ネス川越しに見た聖アンドリュー大聖堂

スコットランド北西部のマレー湾最奥に流れ込むネス川の河口に位置している。これはこの町の由来になっている。すなわち、スコットランド・ゲール語の Inbhir Nis とは「ネス川の河口」を意味する。この川はネス湖の近くから流れ、カレドニア運河はオイク湖、ロチー湖を結ぶ。ネス湖はネッシーと呼ばれる怪獣がすむという言い伝えがある。
2011年に人口が6万2000人程度だったが、20年後には10万人を超えると予想されている。
最近、インヴァネス市は「西ヨーロッパの急成長都市」と市西部でのさかんな新規住宅建設分譲をもってあだ名されている。

## 地理
スコットランドのハイランド地方に位置し、この街からネス川・ネス湖さらに南西へ伸びる直線状の地形はグレート・グレン断層により形成されたものである。海洋性気候のため冬でも比較的暖かく、降雪は年平均18日間で量も少ない。11月から3月の最高気温は7 °Cから 9 °C、6月から9月で16 °Cから 19 °Cである。

## 行政的地位
インヴァネス市はハイランド評議会の行政上の中心であり、公式にはインヴァネス州の郡都である。インヴァネスの名前は最も広範囲のスコットランドのレフテナンシー・エリア (Lieutenancy Area) に与えられた。
インヴァネス市は2000年に女王から市（City）の地位を賜った。公式には2001年に市への昇格が祝福された。

## 建築物
インヴァネスの建造物にはインヴァネス城と、聖アンドルー大聖堂を含む多数の教会が含まれる。最古の教会はジ・オールド・ハイ・チャーチで、川際の聖マイケル山の上に建つ。もしかしたら、この土地はケルト人の信仰に利用されていたかもしれない。
城は前の建物の用地に1835年に造営され、今日では州裁判所になっている。
もっと古い木造の城は東遠方にあり、11世紀の建設で、シェイクスピアの『マクベス』のもとになった城かも知れない。
聖アンドリュー大聖堂は興味深い、槍のような四角の先端を持っている。これは完成する前に、寄付金がそこをついたのである。
市は、およそ2.6ヘクタールのメインショッピングセンターを、商店に提供した。

## 歴史
インヴァネスはピクト人の主な拠点の一つで、565年に聖コルンバがピクトの王ブルードをキリスト教に改宗させる意図で来訪した。ブルードは町の西郊のクレイグ・ファトリグに城郭を営んだと推定されている。
インヴァネス城は、伝承によればマクベスがダンカン王を弑逆した城を破却した後、マルカム・カンモーが建てたと言われており、町の北東1kmの岡の上に建っていた。ウィリアム獅子王はインヴァネスに4つの特許状を授け、その一つによって王城が造られた。
1233年にアレクサンダー3世が開いたドミニコ会修道院の遺跡は辛うじて残っている。                    
1411年のハーローの戦い道中、ドナルド島王はインヴァネスへ急行した。6年後、ジェームズ1世は北部の招集された部族長に対し議会を開催したが、部族長のうち3人は独立主権を主張し処刑された。
1562年には女王メアリー・スチュアートが、ハントリー伯の乱の際、ハントリー派の市長によってインヴァネス城への入城が禁止された。そのときの女王の家がブリッジストリート沿いに残る。いまでは8月15日（もしくはそれに近い土曜日）を「メアリーマス・フェア」として市でイベントを開催している。
清教徒革命ではオリバー・クロムウェルによって砦が築かれ、1715年のジャコバイトの反乱の舞台にもなった。
インヴァネスは歴史上、ロンドン以外で閣議が開かれたただ一つの町である、1921年にデビッド・ロイド・ジョージ首相が休暇先のインヴァネスに急遽アイルランド問題について話し合うために、ここで閣議を開いたのである。その結果英愛条約が締結された。

## スポーツ
インヴァネス市を本拠とするサッカークラブは2つある。インヴァネス・カレドニアン・シッスルFC（Inverness Caledonian Thistle F.C.）とクラクナクディンFC（Clachnacuddin F.C）である。このうちインヴァネス・カレドニアン・シッスルFCはスコティッシュ・プレミアリーグで活躍している。

## 姉妹都市
- アウクスブルク
- インヴァネス（フロリダ州）
- ラボール (La Baule)
- サンヴァルリアンコー (St Valery-en-Caux)